# Paralampona domain
Paralampona domain är en spindelart som beskrevs av Norman I. Platnick 2000. Paralampona domain ingår i släktet Paralampona och familjen Lamponidae. Inga underarter finns listade i Catalogue of Life.